# Gondos bocsok 2. – Az új generáció
A Gondos bocsok 2. – Az új generáció (eredeti cím: Care Bears Movie II: A New Generation) 1986-ban bemutatott kanadai–amerikai rajzfilm, amelyet Dale Schott rendezett. Az animációs játékfilm producerei Michael Hirsh, Patrick Loubert és Clive A. Smith. A forgatókönyvet Peter Sauder írta, a zenéjét Patricia Cullen szerezte. A mozifilm a Nelvana Limited és az LBS Communications gyártásában készült, a Columbia Pictures forgalmazásában jelent meg. Műfaja zenés kalandos fantasy filmvígjáték.
Amerikában 1986. március 21-én, Magyarországon 1991. december 6-án mutatták be a mozikban, később 1995. november 9-én VHS-n is kiadták az InterCom gondozásában. Új magyar szinkronnal a televízióban 2011. augusztus 11-én a PRO4-en vetítették le a TV2 társasággal.

## Cselekmény
A történet főhősei a gondos bocsok, akik jelenleg az életük első mentőakciójára készülnek. Sötét szív, aki velejéig kegyetlen nem valódi ember, egy tervet eszel ki azon, hogy átvegye az uralmat a gyermekek iránt nagyon kedvelt nyári táborozó fölött. Persze, hogy ezt megakadályozzák a gondos bocsok, azonnali sikerhez jutnak, hogy találjanak ehhez támogatót a táborozók tagjai közül. Tehát nincsen is más hátra, mint együtt küzdjenek meg a sötétséggel szemben közös erővel. Sötét szív végül valódi emberré változik és jóságossá váll. A táborozók végül valamiben mindannyian elsők közé jutnak el.

## Szereplők

### Gondos bocsok
- Igaz szív
- Kedves szív / Gyengédszívű bocs
- Barátság szív / Barát bocs
- Morgó szív / Morgó bocs
- Vidámság szív / Vidám bocs
- Alvó szív / Álomhozó bocs
- Kívánság szív / Kíván bocs
- Harmónia szív / Harmónia bocs
- Rész szív / Osztozó bocs
- Hajnal szív / Móka bocs
- Titkos szív / Titok bocs
- Szülinapi bocs
- Bajnok bocs
- Szerencsés / Szerencse bocs
- Szerelmes / Kedves bocs

### Gondos unokatesók
- Villám szív
- Fényes szív / Tudós
- Bátor Leo
- Játékos Maki
- Trombi / Lelkes
- Fürge szív
- Kényelmes szív

### Csillagok és Szív
- Nagy Kívánság Csillag – Az öreg mesemondó csillag, van egy kis segítő csillaga és egy kis segítő szíve, a gondos bocsoknak jelet és nevet ad.
- Csillagocska – Nagy kívánság csillag kicsi csillagocskája, a gondos bocsok segítője.
- Szívecske – Nagy kívánság csillag kicsi szívecskéje, a gondos bocsok segítője.

### Emberek
- Sötét szív (Dark Heart) – Egy vörös hajú, vörös szemű fiú, aki eredetileg nem valódi ember és kegyetlen, végül valódi emberré változik, a vörösség megszűnik a szeméből, jóságossá váll és örül, hogy tud ugrálni, futni, bukfencezni és cigánykerekezni.
- John – Egy szőke hajú fiú, a táborozók közül, van egy testvére Dawn, akivel lány-fiú testvér között nagyon hasonlítanak egymásra, a játszmában szintén az utolsó sorban állt a testvérével, a bocsok mellett áll a mentőakcióban.
- Christi – Egy barna hajú lány, a táborozók közül, aki a játszmában korábban az utolsók között állt és arra vágyott, hogy egyszer bejusson az elsők közé, a bocsok mentőakciójában is részt vesz.
- Dawn – Egy szőke hajú lány, a táborozók közül, van egy testvére John, akivel fiú-lány testvér között nagyon hasonlítanak egymásra, a játszmában szintén az utolsó sorban állt a testvérével, a bocsok mellett áll a mentőakcióban.

## Magyar hangok
| Szereplő neve         | Magyar hangja                            | Magyar hangja                   | Leírás                                              |
| Szereplő neve         | 1. magyar változat (Saturnus Film, 1991) | 2. magyar változat (PRO4, 2011) | Leírás                                              |
| --------------------- | ---------------------------------------- | ------------------------------- | --------------------------------------------------- |
| Nagy kívánság csillag | Helyey László                            | Bácskai János                   | Öreg mesemondó csillag.                             |
| Christy               | Zsurzs Kati                              | Talmács Márta                   | A barna hajú táborozó lány.                         |
| Sötét szív            | Maros Gábor                              | Markovics Tamás                 | A vörös hajú és vörös szemű fiú.                    |
| Dawn                  | Fazekas Zsuzsa                           | Pekár Adrienn                   | A szőke hajú táborozó lány.                         |
| John                  | Zalán János                              | Berkes Bence                    | A szőke hajú táborozó fiú.                          |
| Csuda szív            | Lippai László                            | Solecki Janka                   | Sárga gondos bocs, hasán színes szív csillaggal.    |
| Nemes szív            | Bardóczy Attila                          | Kisfalusi Lehel                 | Lila ló, hasán színes szív csillaggal.              |
| Kedves bocs           | Csankó Zoltán                            | Juhász Zoltán                   | Barna színű gondos bocs, hasán szív.                |
| Morgó bocs            | Hankó Attila                             | Szalay Csongor                  | Sötét kék morgó gondos bocs, hasán esőfelhő.        |
| Barátság bocs         | Straub Dezső                             | Oláh Orsolya                    | Barackszínű gondos bocs, hasán két száll virág.     |
| Vidámság bocs         | Straub Dezső                             | Pap Kati                        | Rózsaszín gondos bocs, hasán szivárvány.            |
| Harmonia bocs         | Simon Mari                               | Pap Kati                        | Ibolya színű gondos bocs, hasán színes virág.       |
| Kívánság bocs         | Bartucz Attila                           | Gazdik Kata                     | Türkiz kék gondos bocs, hasán hullócsillag.         |
| Rész bocs             | Bartucz Attila                           | Fésűs Bea                       | Levendula színű gondos bocs, hasán fagylalt kehely. |
| Álom bocs             | Mihók Éva                                | Fésűs Bea                       | Kék gondos bocs, hasán alvó hold.                   |
| Titkos bocs           | Simon Mari                               | Fésűs Bea                       | Narancssárga gondos, hasán szív alakú lakat.        |
| Bátor Leó             | Czvetkó Sándor                           | Katona Zoltán                   | Narancssárga oroszlán, hasán szív koronával.        |
| Fényes szív           | Sinkovits-Vitay András                   | Molnár Levente                  | Lila mosómedve, hasán szív alakú villanykörte.      |
| Tábori bajnok         | Fekete Zoltán                            | Oláh Orsolya                    |                                                     |

Énekhangok (szinkronban): Hűvösvölgyi Ildikó, Gergely Róbert, Lerch István, Malek Andrea, Vincze Lilla

## Betétdalok
Az első magyar szinkron dalbetéteinek szövegét Bolba Lajos vezette.
| Magyar (1991)               | Magyar (1991)                            | Angol                      | Angol                |
| Dal                         | Előadó                                   | Dal                        | Előadó               |
| --------------------------- | ---------------------------------------- | -------------------------- | -------------------- |
| A mi kezdetünk              | Hűvösvölgyi Ildikó                       | Our Beginning              | Carol Parks          |
| Itt vagyok előtted          | Gergely Róbert Malek Andrea Vincze Lilla | Flying My Colors           | Dean and Carol Parks |
| A szív szavád               | Lerch István                             | I Care for You             | Stephen Bishop       |
| Nőni kell                   | Lerch István                             | Growing Up                 | Stephen Bishop       |
| Bennünk él a szeretet       | Gergely Róbert Malek Andrea Vincze Lilla | The Fight Song             | Debbie Allen         |
| Itt vagyok előtted (repríz) | Gergely Róbert Malek Andrea Vincze Lilla | Flying My Colors (Reprise) | Dean and Carol Parks |
| Az ifjúság                  | Hűvösvölgyi Ildikó                       | Forever Young              | Carol Parks          |

## Televíziós megjelenések
Új magyar szinkronnal az alábbi televíziókban vetítették le:
- PRO4, Super TV2, TV2